# Camponotus patimae
Camponotus patimae is een mierensoort uit de onderfamilie van de schubmieren (Formicinae). De wetenschappelijke naam van de soort is voor het eerst geldig gepubliceerd in 1942 door Wheeler, W.M..